# Salses XIII
 (janvier 2015).
Si vous disposez d'ouvrages ou d'articles de référence ou si vous connaissez des sites web de qualité traitant du thème abordé ici, merci de compléter l'article en donnant les références utiles à sa vérifiabilité et en les liant à la section « Notes et références ».
Actualités
Salses XIII est un club de rugby à XIII français, situé à Salses-le-Château dans le département des Pyrénées-Orientales. L'équipe première du club évolue dans le championnat de France de rugby à XIII de troisième division : la Nationale 1.
En 2005, le club réussit l'exploit de battre Lyon-Villeurbanne et Villeneuve-sur-Lot en Coupe de France.

## Palmarès
- Championnat de France National 2 :
  - Vainqueur : 2015 et 2019
  - Finaliste : 2016 et 2018

- Coupe de France :
  - Vainqueur : 2016
  - Finaliste : Néant

- Championnat de France Élite 2 :
  - Vainqueur : Néant
  - Finaliste : Néant

## Recrutement de joueurs de rugby à XV en 2024
Le club fait parler de lui dans les médias en 2024, avec le recrutement de quatre joueurs Quinzistes, en fin de saison.